# (2404) Antarctica
(2404) Antarctica ist ein Asteroid des äußeren Hauptgürtels, der am 1. Oktober 1980 von dem tschechischen Astronomen Antonín Mrkos am Kleť-Observatorium (IAU-Code 046) bei Český Krumlov entdeckt wurde.
Unbestätigte Sichtungen des Asteroiden hatte es schon vorher gegeben: 1933 (1933 BP) und am 15. April 1934 (1934 GQ) an der Landessternwarte Heidelberg-Königstuhl, am 7. Juni 1951 (1951 LN) am McDonald-Observatorium in Texas, im Oktober 1969 (1969 TH5) am Krim-Observatorium in Nautschnyj sowie am 25. November 1976 (1976 WG) an der Catalina Station in Arizona.
(2404) Antarctica gehört zur Themis-Familie, einer Gruppe von Asteroiden, die nach (24) Themis benannt wurde. Obwohl Themis-Asteroiden spektroskopisch normalerweise C-Asteroiden sind, also eine dunkle Oberfläche haben, wurde bei einer Untersuchung nach der SMASS-Klassifikation (Small Main-Belt Asteroid Spectroscopic Survey) durch Gianluca Masi, Sergio Foglia und Richard P. Binzel (2404) Antarctica als S-Asteroid klassifiziert. Nach dieser groben Untersuchung hätte der Asteroid eine eher helle Oberfläche.
(2404) Antarctica ist nach dem Kontinent Antarktika benannt. Antonín Mrkos hatte im Internationalen Geophysikalischen Jahr 1957/58 an der 3. Sowjetischen Antarktisexpedition teilgenommen. Die Benennung erfolgte auf Vorschlag von Mrkos durch die Internationale Astronomische Union (IAU) am 8. Februar 1992.